# Cannizzaro (cratère)
Pour les articles homonymes, voir Cannizzaro.
Cannizzaro est un cratère d'impact lunaire situé sur la face cachée de la Lune, juste au-delà du bord nord-ouest. Il se trouve dans une région de la surface qui est parfois mise en évidence en raison des effets de la libration, mais peu de détails sont visibles puisque cette caractéristique est observée de côté. Le cratère se trouve sur le bord sud-ouest de la plaine aux parois beaucoup plus grandes de Poczobutt (en).
Il s'agit d'un cratère usé dont le bord a été érodé par des impacts. Plusieurs de ces impacts forment de profondes incisions sur le côté du bord, formant des indentations de plusieurs kilomètres de large. Le plus important de ces impacts est un petit cratère relativement récent situé sur le bord nord-est. Le sol intérieur est presque plat, avec une petite crête centrale décalée juste à l'est du point médian. On trouve également de nombreux petits cratères sur le sol.